# Barbara Disquis
Barbara Disquis ('s-Hertogenbosch, 1482 - 22 september 1568) was een buitenechtelijke dochter van keizer Maximiliaan I. Ze trad in 1497 in bij de zusters augustinessen van het Sint-Geertruiklooster in 's-Hertogenbosch, waar veel adellijke dames intraden. Ze zou er haar verdere leven verblijven. De keizer heeft zijn dochter verschillende malen in het klooster bezocht; in 1504 ontmoette Filips de Schone zijn halfzus voor het eerst. 
In het Zwanenbroedershuis hangt een portret van haar. Haar kroniek bevindt zich in de abdij van Berne.

## Trivia
- De Barbaraplaats in Den Bosch is naar haar vernoemd.